# To the Death (film 1917)
To the Death è un film muto del 1917 diretto da Burton L. King.

## Trama
Bianca Sylva, una merlettaia corsa si reca a Parigi dietro invito di Antonio Manatelli, uno scultore colpito dall'abilità della donna nella modellazione della creta. Nella capitale francese, Bianca conosce Etienne Du Inette, a capo di una potente organizzazione dei servizi segreti che ben presto deve lasciare Parigi per recarsi in Corsica per una missione volta a catturare Jules Lavinne, un traditore.
Bianca, a Parigi, conosce il successo. Ma deve ritornare a casa dove trova la sorella morente. Da un biglietto, scopre che qualcuno che si è firmato Pierre Renard, ha indotto la sorella al suicidio. Bianca giura di vendicarla, perseguendo fino alla morte Renard. Tornata a Parigi, la donna incontra Jules Lavinne: venendo a sapere che l'uomo fa parte di un'organizzazione internazionale, gli chiede aiuto per ritrovare Renard. Lui, in cambio, le chiede di sposarlo. Poi le mostra una foto di Etienne che lui dichiara essere Renard. Bianca crede di avere la sua vendetta quando pugnala Etienne, poi fugge con Lavinne. L'uomo però viene fermato ed arrestato come il ricercato Renard. Disperata per aver tentato di uccidere l'innocente Etienne, Bianca ritorna pentita indietro ma, per fortuna, il ferito è ormai in via di guarigione.

## Produzione
Il film fu prodotto dalla Metro Pictures Corporation.

## Distribuzione
Distribuito dalla Metro Pictures Corporation, il film uscì nelle sale cinematografiche USA il 27 agosto 1917.